# Rhoadsiinae
Rhoadsiinae es una subfamilia de peces de agua dulce de la familia Characidae. Se encuentra subdividida en 4 géneros. Algunas de sus especies son denominadas comúnmente con el nombre de sabaletas, sardinitas, tetras carlanas, etc. Habitan en lagunas, arroyos, y ríos en regiones templadas y cálidas de América Central y del Sur, desde Nicaragua hasta Ecuador y Brasil. La especie de mayor tamaño (Parastremma sadina) alcanza los 18 cm de longitud total.

## Taxonomía
Esta subfamilia fue descrita originalmente en el año 1911 por el zoólogo estadounidense Henry Weed Fowler. 
Géneros
Esta subfamilia se subdivide en 4 géneros con 7 especies:
- Carlana Strand, 1928
- Nematocharax Weitzman, Menezes et Britski, 1986
- Parastremma Eigenmann, 1912
- Rhoadsia Fowler, 1911